# Dl (digramme)
Cette page contient des caractères spéciaux ou non latins. S’ils s’affichent mal (▯, ?, etc.), consultez la page d’aide Unicode.
Pour les articles homonymes, voir DL.
Dl (minuscule dl) est un digramme de l'alphabet latin composé d'un D et d'un L.

## Linguistique
- En navajo, le digramme « dl » sert à représenter le son [t͡ɬ].

## Représentation informatique
Comme la majorité des digrammes, il n'existe aucun encodage de Dl sous un seul signe, il est toujours réalisé en accolant un D et un L.